# Romanian Open 1998 - Qualificazioni doppio
Le qualificazioni del doppio  del Romanian Open 1998 sono state un torneo di tennis preliminare per accedere alla fase finale della manifestazione. I vincitori dell'ultimo turno sono entrati di diritto nel tabellone principale. In caso di ritiro di uno o più giocatori aventi diritto a questi sono subentrati i lucky loser, ossia i giocatori che hanno perso nell'ultimo turno ma che avevano una classifica più alta rispetto agli altri partecipanti che avevano comunque perso nel turno finale.
Le qualificazioni del doppio del torneo Romanian Open 1998 prevedevano 4 coppie partecipanti di cui una è entrata nel tabellone principale.

## Teste di serie
1. Gabrio Castrichella /  Fabio Maggi (Qualificati)

1. Glenn Stojanovic /  Stefan Suta (primo turno)

## Qualificati
1. Gabrio Castrichella  /   Fabio Maggi

## Tabellone

### Legenda
| - Q = Qualificato - WC = Wild card - LL = Lucky loser | - ALT = Alternate - SE = Special Exempt - PR = Protected Ranking | - w/o = Walkover - r = Ritirato - d = Squalificato |

|  | Primo turno | Primo turno                     | Primo turno                     | Primo turno | Primo turno |  |  | Ultimo turno | Ultimo turno                    | Ultimo turno                    | Ultimo turno | Ultimo turno |  |
|  |             |                                 |                                 |             |             |  |  |              |                                 |                                 |              |              |  |
|  | 1           | Gabrio Castrichella Fabio Maggi | Gabrio Castrichella Fabio Maggi | 6           | 7           |  |  |              |                                 |                                 |              |              |  |
|  |             | Marius Comanescu Razvan Iliescu | Marius Comanescu Razvan Iliescu | 1           | 6           |  |  | 1            | Gabrio Castrichella Fabio Maggi | Gabrio Castrichella Fabio Maggi | 6            | 6            |  |
|  |             | Marius Calugaru Remus Farcas    | 4                               | 6           | 6           |  |  |              | Marius Calugaru Remus Farcas    | Marius Calugaru Remus Farcas    | 2            | 2            |  |
|  | 2           | Glenn Stojanovic Stefan Suta    | 6                               | 1           | 2           |  |  |              |                                 |                                 |              |              |  |